# 钱渊
钱渊（1951年—），江苏武进人，第十二届全国人民代表大会北京地区代表。

## 生平
毕业于中国医学科学院中国协和医科大学儿科学专业，现任首都儿科研究所学术委员会副主席，病毒研究室主任、北京市感染与免疫中心实验室副主任。2013年，被选为全国人大代表。